# 阿拉斯加特区
阿拉斯加特区（英語：District of Alaska），美国阿拉斯加州历史上的一个时期，时间为1884年5月17日至1912年8月24日。1912年8月24日，阿拉斯加特区改为阿拉斯加领地。在特区时期，阿拉斯加成立了正式的政府。